# ImpressCMS
ImpressCMS（インプレス・シーエムエス）は、GPLに基づいて開発されたコンテンツ管理システム (CMS)。
XOOPSから派生して誕生したCMSの一つである。

## 歴史
- 2007年 - XOOPS Projectの開発スタッフが分離し、ImpressCMS Projectが立ち上がる。
- 2008年3月 - ImpressCMS初の正式版である1.0 Finalがリリース。
- 2009年12月 - ImpressCMS 1.2 Finalがリリース。
- 2011年12月 - ImpressCMS 1.2.7 Final (LTS :Long Term Support) 及びImpressCMS 1.3.1 Finalがリリース。
- 2013年9月 - ImpressCMS 1.3.5 Finalがリリース。
- 2016年12月 - ImpressCMS 1.3.10 Finalがリリース。
- 2018年7月 -  ImpressCMS 1.3.11 Finalがリリース。

## 特徴
ImpressCMSは様々なホームページで使用することが可能。システム自体は2万人以上の従業員を持つ大企業のイントラネットから、5ページ程度 の企業PRサイトまでを十分網羅出来る。 ImpressCMSは、オンラインのコミュニティサイト作りに非常に適している。基本的にユーザ登録が出来ると同時に、ユーザは様々なグループに所属出来る。グループ毎に違った形の内容を表示出来るため、クローズドな会員ページも、オープンなサイト作りも、ちょっとした設定で簡単に構築出来る。

### ImpressCMSの特長
- データ保存にデータベース（現在はMySQL/Mariadb）を利用する。
- ウエブサイトを構築するために必要なすべての機能は「モジュール」と呼ばれる単機能のアプリケーションを組み合わせることで実現することが可能。
- 選択可能なユーザ登録: 独自のユーザ管理システムに加えて、LDAPを使用した認証が可能
- セキュリティ: IP制限や、認証システムを使ってセキュリティを確保。またセキュリティを強化するモジュールも提供されている。
- 様々なメンバー機能を搭載
- グループ毎にアクセス範囲など様々な区分を設定可能
- 英語圏だけでなくドイツ語・フランス語など様々な言語のサポートが行われている。また、日本語を含めたマルチバイト言語にも対応している（日本語は現在UTF-8のみ）。
- テーマと呼ばれる、サイトテンプレートで運用。好きなテーマを利用することで同じ内容でも全然イメージの違うサイトを、「ワンクリック」で運用することができる。何百種類のテーマが世界中で公開されており、ダウンロードして利用することが可能。

## 動作環境
ImpressCMS の動作環境は下記の通り。
ImpressCMS 1.3.11では下記となっている。
- PHPが動作するWebサーバ（Apache推奨）
- MySQL サーバ 4.1以降 / MariaDB 5.1以降
- PHP  5.6以降脚注